# Listă de pictori belgieni
Aceasta este o listă de pictori belgieni.

## A
- Lucas Achtschellinck
- Benoit Adam
- Pieter Coecke van Aelst
- Edouard Agneessens
- Pierre Alechinsky
- Stefan Annerel
- Alphonse Asselbergs

## B
- Albert Baertsoen
- Piet Bekaert
- Fernand Berckelaers
- Frits Van den Berghe
- Bert De Beul
- Anna Boch
- Eugène Boch
- Gaston Bogaert
- Anne Bonnet
- Guglielmo Borremans
- Michaël Borremans
- Andrée Bosquet
- Jan Bosschaert
- Renaat Bosschaert
- Michel Bouillon
- Henri Jean Augustin de Braekeleer
- Paul Bril
- Cris Brodahl
- Ayne Bru
- Pieter Brueghel cel Bătrân
- André Buzin

## C
- Robert Campin
- Jean-Baptiste Capronnier
- Prințul Carol, Conte de Flandra
- François Cautaerts
- Philippe de Champaigne
- Caroline Chariot-Dayez
- Petrus Christus
- Emile Claus
- Paul Jean Clays
- Jan De Cock
- Jan Cockx
- Jan Cox
- Gaspar De Crayer
- Georges Croegaert
- Luc-Peter Crombé
- Paul Cuvelier

## D
- Gerard David
- William Degouve de Nuncques
- Carole Dekeijser
- Paul Delvaux
- Jean Delville
- Frans Depooter
- Louis Dewis
- Pieter Franciscus Dierckx
- Sam Dillemans
- Philippe Dubois
- Christian Dotremont
- Sir Anthony van Dyck

## E
- James Ensor
- Henri Evenepoel

## F
- Alfred William Finch
- Jean-Michel Folon
- Théodore Fourmois
- Pauwels Franck
- Magda Francot
- Léon Frédéric
- Alice Frey
- Jan Fyt

## G
- Louis Gallait
- Fanny Geefs
- Frans Van Giel
- Hugo van der Goes

## H
- André Hallet
- Philip Henderickx
- Hugo Heyrman
- Paul Van Hoeydonck
- Marie Howet
- Guy Huygens
- Léon Huygens

## I
- Jan Thomas van Ieperen
- Jan Van Imschoot

## J
- Louis Jacobs
- Floris Jespers
- Alfred Jonniaux
- Jacob Jordaens
- Justus iz Ghenta

## K
- Anne-Mie van Kerckhoven
- Raoul De Keyser
- Fernand Khnopff

## L
- Eugène Laermans
- Gerard de Lairesse
- Octave Landuyt
- Cornelius Van Leemputten
- Charles Leickert
- Auguste Levêque
- Jan August Hendrik Leys
- Brata Limbourg

## M
- Jean Baptiste Madou
- Agnes Maes
- René Magritte
- Andrée Marlière
- Frans Masereel
- Armand Massonet
- Adrien-Jean Le Mayeur
- Xavier Mellery
- Constantin Meunier
- Jos de Mey
- Eugeen Van Mieghem
- Henri Michaux
- Joos de Momper
- Dolores Morcillo
- Émile Motte

## N
- Erik Nagels
- François-Joseph Navez
- Pieter Neeffs
- Adam van Noort

## O
- Jacob van Oost
- Bernard van Orley

## P
- Pierre Paulus
- Constant Permeke
- Jean-François Portaels
- Erik Pevernagie
- Louis Pevernagie
- Pierre Pirson
- Oswald Poreau
- Pieter Pourbus

## R
- Roger Raveel
- Roger Remaut
- Félicien Rops
- Peter Paul Rubens
- Theo van Rysselberghe

## S
- Achille Van Sassenbrouck
- Anthoni Schoonjans
- Albert Servaes
- Victor Servranckx
- Gustave De Smet
- Frans Snyders
- Roger Somville
- Gustaaf Sorel
- Octave Soudan
- Leon Spilliaert
- Romain Steppe
- Alfred Stevens
- Joseph-Benoît Suvée

## T
- David Teniers mlajši
- Jan Theuninck
- Pierre Thevenet
- Luc Tuymans

## U
- Lucien van Uden

## V
- Jef Vanderveken
- Otto van Veen
- Henry van de Velde
- Eugène Joseph Verboeckhoven
- Tim Verfaillie
- Fernand Verhaegen
- Piet Verhaert
- Jan Verhas
- Michel Marie Charles Verlat
- Matthias de Visch
- Brata de Vriendt

## W
- Abraham van der Waeyen Pieterszen
- Egide Charles Gustave Wappers
- Emile Wauters
- Pierre Wemaëre
- Rogier van der Weyden
- Antoine Joseph Wiertz
- Florent Joseph Marie Willems
- Roger Wittenbergom
- Roger Wittevrongel
- Gustave Van de Woestijne
- Rik Wouters

## Y
- Jan Yoors